# Clematis roylei
Clematis roylei är en ranunkelväxtart som beskrevs av Alfred Rehder. Clematis roylei ingår i släktet klematisar, och familjen ranunkelväxter. Utöver nominatformen finns också underarten C. r. patens.